# Amplituda
 Ovo je glavno značenje pojma Amplituda. Za druga značenja pogledajte Amplituda (razdvojba).
Amplituda je u fizici najveći otklon (elongacija) od srednje vrijednosti veličine kojom se opisuje val ili titranje. Vrijednost se amplitude izražava u istim mjernim jedinica kojima se izražava i vrijednost te fizikalne veličine.
Kod harmonijskog titranja opisanog jednadžbom:
{\displaystyle x=A\sin(t-K)+b\,}
A je amplituda.
Za mehaničko titranje, valove na žici ili površini vode amplituda se određuje preko pomaka čestice (udaljenosti od ravnotežnog položaja).
Amplituda zvučnog vala ovisi o promjeni tlaka zraka, iako se ponekad uzima i pomak čestica zraka. U praksi se obično koristi logaritam omjera amplitude i referentnog tlaka izražen u decibelima.
Amplituda elektromagnetskog zračenja ovisi o jakosti električnog polja.

## Poveznice
- period, frekvencija, valna duljina
- amplitudna modulacija